# Page-Niere
Als Page-Niere wird eine sekundäre Form des Bluthochdrucks bezeichnet, die auf einem Druck (Kompression) auf die Nieren von außen durch einen akuten oder chronischen Krankheitsprozess beruht.
Die Page-Niere wurde im Tiermodell erstmals 1939 durch Irvine H. Page beschrieben. Page konnte bei Versuchstieren einen Bluthochdruck hervorrufen, wenn er die Nieren der Tiere in Zellophan wickelte. 1955 wurde das Krankheitsbild erstmals am Menschen beobachtet, bei einem Patienten, der nach einer Einblutung unter die Nierenkapsel einen Bluthochdruck entwickelte.

## Ursachen
In den meisten Fällen wird eine Page-Niere durch einen Bluterguss unter der Nierenkapsel (subkapsuläres Hämatom) oder in unmittelbarer Nachbarschaft der Niere (perinephrisches Hämatom) hervorgerufen. Die Einblutung kann durch einen Unfall (traumatisch) oder durch medizinische Maßnahmen wie z. B. durch eine Nierenbiopsie oder eine Nierensteinzertrümmerung (iatrogen) ausgelöst werden bzw. spontan auftreten (z. B. bei Störungen der Blutgerinnung). In selteneren Fällen können ein Urinaustritt in das Gewebe (Urinom), große Nierenzysten oder raumfordernde Prozesse in der Nachbarschaft der Niere zu einer Page-Niere führen.

## Pathogenese
Die Kompression der Niere führt zu einer Verminderung der Nierendurchblutung (Ischämie), dies wiederum führt zur Aktivierung des Renin-Angiotensin-Aldosteron-Systems. Folge des aktivierten Renin-Angiotensin-Aldosteron-Systems sind Blutdruckanstieg und Kaliumverluste über die Niere, die zu einem Absinken des Kaliumspiegels im Blut (Hypokaliämie) führen können. Zudem kann es durch die Kompression der Niere zu einer Entzündung des Zwischengewebes (interstitielle Nephritis) kommen. Im weiteren Verlauf kann es zu einem Verlust der Nierenfunktion der betroffenen Niere kommen. Ein chronisches Nierenversagen wird durch die Restfunktion der nicht betroffenen Niere verhindert.

## Epidemiologie
In der Literatur sind mittlerweile über 100 Fälle beschrieben. Zwei Drittel der Betroffenen sind Männer im Alter zwischen 17 und 69 Jahren (mittleres Alter 38 Jahre). Der Blutdruck zum Zeitpunkt der Diagnose betrug im Mittel 177/95 mmHg. Nur bei acht Patienten wurde das Renin in den Nierenvenen gemessen, in allen Fällen fand sich in der Vene der betroffenen Niere ein erhöhter Reninspiegel. In älteren Berichten wurden die meisten Fälle bei jungen männlichen Sportlern nach Sportunfällen beschrieben. Oft wurde der Bluthochdruck erst Jahre nach dem Unfall diagnostiziert. In aktuelleren Berichten sind Autounfälle und Nierenbiopsien häufigste Ursache einer Page-Niere. Möglicherweise haben verbesserte Schutzmaßnahmen bei riskanten Sportarten zu einem Rückgang von sportbedingten Nierenverletzungen beigetragen.

## Diagnostik
Die Diagnose der Page-Niere erfolgt üblicherweise durch bildgebende Verfahren, insbesondere durch die Computertomographie, die im Vergleich zur Sonographie genauere Ergebnisse liefert und eine bessere Darstellung des Retroperitonealraums erlaubt.

## Therapie

### Konservative Therapie
Bei frischen, kleineren Hämatomen kann ein konservativer Behandlungsversuch unternommen werden, mit Flüssigkeitsbilanzierung und medikamentöser Therapie mit ACE-Hemmern und AT1-Antagonisten; dies sind Substanzen, welche das Renin-Angiotensin-Aldosteron-System hemmen.

### Operative Therapie
Bei großen oder fortbestehenden Hämatomen sowie bei Verschlechterung der Nierenfunktion kann eine operative Therapie erforderlich werden. Das Hämatom kann perkutan oder endoskopisch drainiert werden. In komplexen Situationen kann eine offene Entlastung des Hämatoms oder sogar die operative Entfernung der betroffenen Niere (Nephrektomie) notwendig sein.